# Mayana Neiva
Mayana Maria Ramos Neiva (Campina Grande, 15 de maio de 1983) é uma atriz brasileira. Foi Miss Paraíba em 2003. Ficou conhecida nacionalmente por interpretar a modelo Desireé em Ti Ti Ti, Maria do Amparo em Amor Eterno Amor, Leandra em O Outro Lado do Paraíso e a delegada Carolina Ramalho na série Rotas do Ódio.

## Biografia
Filha do industrial gráfico Vladmir Neiva e da funcionária pública Magdala Ramos, a atriz, que nasceu em Campina Grande, tem duas irmãs mais novas.
Mayana estudou no colégio Nossa Senhora de Lourdes, uma rígida escola de freiras só para mulheres, na Paraíba. Aos quinze anos deixou sua cidade natal, no agreste paraibano, para fazer high school nos Estados Unidos. Lá começou a atuar e descobriu a vocação para ser atriz, aproveitando a temporada americana para cursar drama, pela Universidade de São Francisco, na Califórnia.

## Carreira

### Como Miss
Com dezenove anos, após voltar dos Estados Unidos, Mayana é descoberta enquanto representava em uma peça de teatro pela organização do certame Miss Paraíba, que a convence a participar do concurso. Ela então é coroada Miss Campina Grande 2003 pelo concurso Beleza Paraíba. Na etapa estadual, vence e torna-se a Miss Paraíba do mesmo ano. O título a levaria a representar o estado no Miss Brasil 2003, em São Paulo, mas ela não se classifica entre as semifinalistas. Em 2004, a atriz se muda de vez para São Paulo, objetivando maior crescimento na carreira de atriz.

### Como atriz
Ex-integrante do grupo de teatro do diretor Antunes Filho, sua estreia na televisão se deu em 2007 com a minissérie A Pedra do Reino. Contudo, Mayana veio mesmo a se destacar como Karina na minissérie Queridos Amigos, em 2008. O convite para essa minissérie veio da autora Maria Adelaide Amaral, que conhecia seu trabalho no teatro com Antunes Filho. 
Em 2010, a atriz fez sucesso interpretando a personagem Desireé Oliveira na versão de 2010 da novela Ti Ti Ti, na Rede Globo. Em 2011 Mayana fez uma participação na novela Cordel Encantado, na qual ela deu vida a cineasta Vicentina Celeste. No ano seguinte, 2012, ela entra para o elenco da minissérie Dercy de Verdade, em que foi a artista de teatro Olímpia. Já na novela Amor Eterno Amor interpretou a grande vilã Maria do Amparo, uma farsante e ambiciosa que se passou por Elisa Campos.
Em 2013, a atriz protagonizou o curta-metragem O Tempo que Leva, que participou de mais que dez festivais nacionais e internacionais, levando prêmios como o de melhor curta no Festival de Cine Latinoamericano de La Plata, na Argentina, e melhor direção de arte no Festival Curta Coremas, na Paraíba, bem como no Florianópolis Audiovisual Mercosul. Também nesse mesmo ano esteve no elenco da novela global Sangue Bom, na qual interpretou a decidida Charlene.
Na TV Argentina protagonizou a série Encerrados em 2015 de Benjamin Avila e Marcelo Muller. Em 2016 protagonizou sua primeira produção americana Idee Fixe, de Andrew Bell, em Cannes. Compõe o coletivo artístico de cinema Apartment 929 em Nova Iorque (EUA). Em 2017 retornou à televisão na novela O Outro Lado do Paraíso,  com a personagem que foi sucesso de público e crítica  Leandra. Em 2018, roda o filme Águas Selvagens, uma coprodução entre o Brasil e a Argentina.

## Vida pessoal
Em 2009, formou-se em Filosofia pela Pontifícia Universidade Católica de São Paulo, e em agosto de 2011 lançou seu primeiro livro, intitulado Sofia, de cunho infantil. Em meados de 2012 a atriz passou a viver um relacionamento à distância com o chef americano Rich Torrisi, que tem um restaurante em Nova Iorque. Em virtude do namoro, mudou em 2014 para Nova Iorque onde pretende consolidar uma carreira internacional. O relacionamento durou até 2017 e Mayana voltou a viver no Brasil. Atualmente, Mayana está solteira.

## Filmografia

### Televisão
| Ano  | Título                             | Papel                                | Nota                       |
| ---- | ---------------------------------- | ------------------------------------ | -------------------------- |
| 2007 | A Pedra do Reino                   | Heliana Swendson / Onça Caetana      |                            |
| 2008 | Queridos Amigos                    | Karina                               | Episódio: "23 de março"    |
| 2009 | Som & Fúria                        | Fada Madrinha                        | Episódio: "7 de julho"     |
| 2010 | Dalva e Herivelto                  | Conceição Sílvia Torelly             |                            |
| 2010 | Ti Ti Ti                           | Desirée Oliveira Bianchi             |                            |
| 2011 | Batendo Ponto                      | Vitória Guimarães                    | Episódio: "8 de maio"      |
| 2011 | Cordel Encantado                   | Vicentina Celeste                    | Episódio: "23 de setembro" |
| 2012 | Dercy de Verdade                   | Olímpia                              |                            |
| 2012 | Amor Eterno Amor                   | Maria do Amparo Vieira / falsa Elisa |                            |
| 2013 | Sangue Bom                         | Charlene de Carvalho Rabelo          |                            |
| 2017 | O Outro Lado do Paraíso            | Leandra Aguiar                       |                            |
| 2017 | O Hipnotizador                     | Mariela                              | Episódio: "17 de dezembro" |
| 2018 | Rotas do Ódio                      | Carolina Ramalho                     | Série Universal TV         |
| 2018 | Encerrados                         | Prostituta                           | Episódio: "2"              |
| 2019 | A Vida Secreta dos Casais          | Cassandra Louvado Tavares            | 10 episódios               |
| 2019 | Éramos Seis                        | Karine Assad                         |                            |
| 2022 | Temporada de Verão                 | Vilma                                | Original Netflix           |
| 2023 | Minha Mãe Cozinha Melhor que a Sua | Participante (1° lugar)              | Temporada 1                |
| 2023 | Fim                                | Milena                               |                            |
| 2025 | Quero Ser Veg                      | Apresentadora                        |                            |
| 2025 | Guerreiros do Sol                  | Linete                               |                            |

### Cinema
| Ano  | Título                                      | Papel                   | Nota           |
| ---- | ------------------------------------------- | ----------------------- | -------------- |
| 2009 | Os Normais 2 - A Noite mais Maluca de Todas | Francesa                |                |
| 2013 | Infância Clandestina                        | Carmem                  |                |
| 2014 | O Tempo que Leva                            | Jamila                  | Curta-metragem |
| 2015 | O Vendedor de Passados                      | Stela                   |                |
| 2016 | Para Minha Amada Morta                      | Raquel                  |                |
| 2016 | Idée Fixe                                   | Oja Kadar               | Curta-metragem |
| 2018 | Beiço de Estrada                            | Dora                    |                |
| 2021 | O Silêncio da Chuva                         | Rose Silveira           |                |
| 2022 | Águas Selvagens                             | Rita Azucena de Benítez |                |
| 2023 | Bem-vinda de Volta                          | Marcela                 | Curta-metragem |

## Teatro
| Ano  | Título                           |
| ---- | -------------------------------- |
| 2001 | Hello Boy!                       |
| 2002 | Paixão de Cristo: O Auto de Deus |
| 2003 | A Cantora Careca                 |
| 2009 | Olerê! Olará!                    |
| 2014 | Cowboy mouth                     |

## Prêmios e indicações
| Ano  | Prêmio                                       | Categoria                | Trabalho               | Resultado |
| ---- | -------------------------------------------- | ------------------------ | ---------------------- | --------- |
| 2001 | Mostra Estadual de Teatro e Dança da Paraíba | Atriz Revelação          | Hello Boy              | Venceu    |
| 2001 | Festival de Teatro de Guaçuí - ES            | Melhor Atriz             | Hello Boy              | Indicada  |
| 2008 | Prêmio Contigo! de TV                        | Atriz Revelação          | Queridos Amigos        | Indicada  |
| 2010 | Prêmio Qualidade Brasil                      | Atriz Revelação          | Ti Ti Ti               | Venceu    |
| 2010 | Melhores do Ano                              | Atriz Revelação          | Ti Ti Ti               | Venceu    |
| 2010 | Melhores do UOL e PopTevê                    | Atriz Revelação          | Ti Ti Ti               | Indicada  |
| 2010 | Melhores do Ano - MdeMulher                  | Artista Revelação        | Ti Ti Ti               | Venceu    |
| 2010 | Melhores do Ano - IG                         | Revelação do Ano         | Ti Ti Ti               | Venceu    |
| 2011 | Prêmio Contigo! de TV                        | Melhor Atriz Coadjuvante | Ti Ti Ti               | Indicada  |
| 2014 | Festival Cinema com Farinha                  | Melhor Atriz             | O Tempo Que Leva       | Venceu    |
| 2016 | Festival Guarnicê de Cinema                  | Melhor Atriz             | Para Minha Amada Morta | Venceu    |
| 2017 | Prêmio Guarani de Cinema Brasileiro          | Melhor Atriz Coadjuvante | Para Minha Amada Morta | Indicada  |
| 2022 | Festival Sesc Melhores Filmes                | Melhor Atriz Nacional    | O Silêncio da Chuva    | Indicada  |
| 2023 | Festival Sesc Melhores Filmes                | Melhor Atriz Estrangeira | Águas Selvagens        | Indicada  |
| 2024 | Prêmio iBest                                 | Influenciador Paraíba    | Mayana Neiva           | Pendente  |